# Elephantomyia (Elephantomyodes) suffusa
Elephantomyia (Elephantomyodes) suffusa is een tweevleugelige uit de familie steltmuggen (Limoniidae). De soort komt voor in het Oriëntaals gebied.